# Бели олеандер
Бели олеандер (енгл. „White Oleander“) је америчка драма из 2002. године. Мишел Фајфер је за своју улогу, која је била понуђена Барбри Страјсенд, први пут у каријери била номинована за награду Удружења филмских глумаца за најбољу споредну глумицу.

## Улоге
| Глумац         | Улога           |
| -------------- | --------------- |
| Мишел Фајфер   | Ингрид Магнусен |
| Рене Зелвегер  | Клер Ричардс    |
| Алисон Ломан   | Астрид Магнусен |
| Робин Рајт Пен | Стар Томас      |
| Били Коноли    | Бари Колкер     |